# Maria Laura da Rocha

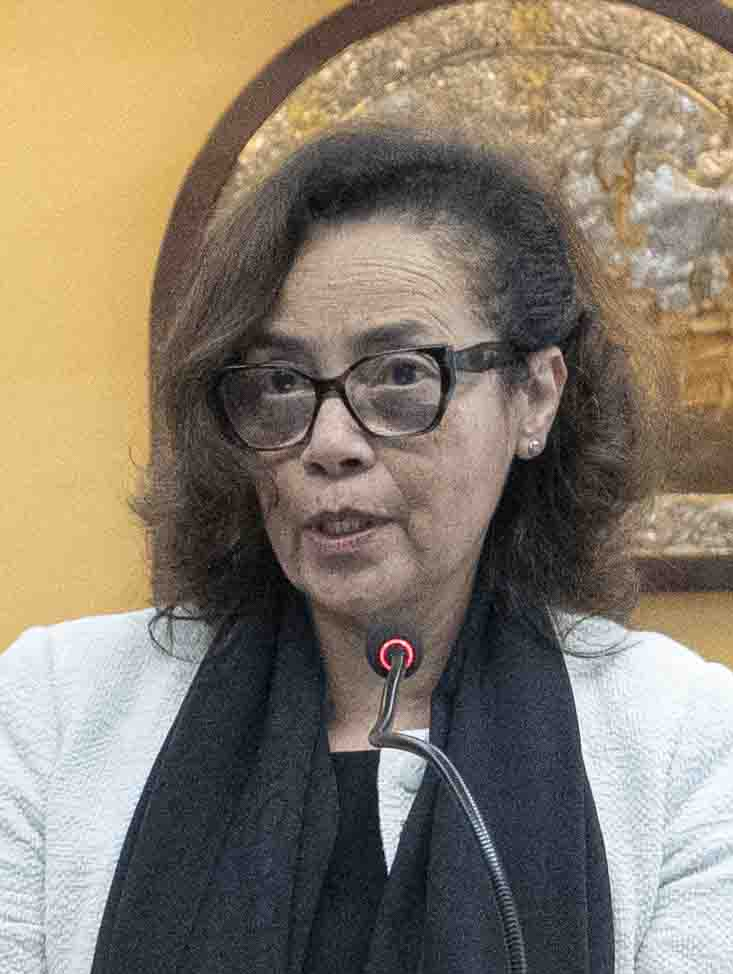
Maria Laura da Rocha, 2024

Maria Laura da Rocha (* 26. September 1955 in Rio de Janeiro) ist eine brasilianische Diplomatin.

## Leben
Maria Laura da Rocha ist die Tochter von Laura Matins da Rocha und Arthur Veríssimo da Rocha.
Ab 1. Juni 1979 leitete sie den Serviço de Cadastro e Lotação des Itamaraty.
Ab 1. Dezember 1979 war sie Geschäftsträgerin des brasilianischen Konsulates in Berlin.
Am 20. November 1980 wurde sie zur Gesandtschaftssekretärin zweiter Klasse ernannt. Ab 10. März 1981 war sie Gesandtschaftssekretärin zweiter Klasse in Rom.
Am 15. Juni 1982 absolvierte sie den Curso de Aperfeiçoamento de Diplomatas.
Ab 28. Juni 1985 war sie  Gesandtschaftssekretärin zweiter Klasse in Moskau, wo sie am 17. Dezember 1987 zur Gesandtschaftssekretärin erster Klasse befördert wurde.
Am 1. August 1991 wurde sie der Präsidialverwaltung zugewiesen.
Ab 23. Juli 1992 koordinierte sie das Büro des Staatssekretärs des Äußeren.
Ab 23. Dezember 1992 war sie Gesandtschaftssekretärin erster Klasse in Rom.
Ab 3. Mai 1995 leitete sie das Büro von Fernando Henrique Cardoso.
Am 16. Juni 2000 legte sie im Rahmen des Curso Altos Estudios die Studie Tecnologia e Defesa: O Itamaraty e a Captação Internacional de Tecnologia Sensível para o Setor Aeroespacial vor.
Ab 23. September 2008 leitete sie das Büro von Celso Amorim. 
Seit 2010 vertritt sie die brasilianische Regierung bei der UNESCO in Paris.
Im Dezember 2022 wurde sie vom zukünftigen Bundeskanzler Mauro Vieira als erste Frau in dieser Position zur Generalsekretärin des brasilianischen Außenministeriums (Itamaraty) ernannt. Maria Laura da Rocha trat ihr Amt am 5. Januar 2023 an und erklärte, dass das Ministerium Richtlinien für Geschlechter- und Rassenvielfalt für das Ministerium anwenden werde.